# Stapelüberlauf
Ein Stapelüberlauf (englisch stack overflow) findet statt, wenn der Aufrufstapel eines Programms die Größe des dafür vorgesehenen Speicherbereichs überschreitet.
Ein Stapelüberlauf verursacht üblicherweise den Absturz des Programms.

## Ursachen

### Rekursion
Da jeder Unterfunktionsaufruf durch einen Stack-Frame, der u. a. Funktionsargumente, lokale Variablen und die Rücksprungadresse enthält, repräsentiert wird, kann exzessive oder gar unendliche Rekursion den Aufrufstapel zum Überlaufen bringen.

#### Beispiel
Die folgende rekursive C-Funktion, die das i-te Element der Fibonacci-Folge zurückgibt, verursacht einen Stapelüberlauf, wenn i ausreichend groß ist.
```
long
 
long
 
fibonacci
(
int
 
i
)
 
{

    
if
 
(
i
 
==
 
0
)
 
return
 
0
;

    
if
 
(
i
 
==
 
1
)
 
return
 
1
;

    
return
 
fibonacci
(
i
-1
)
 
+
 
fibonacci
(
i
-2
);

}

```

### Große lokale Variablen
Da lokale Variablen üblicherweise im Aufrufstapel abgelegt werden, kann eine einzige übergroße lokale Variable einen Stapelüberlauf verursachen.

#### Beispiel
Das folgende C-Programm verwendet eine absurd große lokale Variable und kann somit einen Stapelüberlauf verursachen.
```
#include
<stdio.h>

int
 
main
()
 
{

    
double
 
daten
[
17179869184
];

    
printf
(
"%f"
,
 
daten
[
17179869183
]);

    
return
 
0
;

}

```

## Abhilfen
Rekursive Funktionen können immer in iterative umgewandelt werden, bei linear-rekursiven Funktionen (solche mit nur einem Rekursionsaufruf) und einigen weiteren einfachen Fällen geht das sogar formal. Einer iterativen Funktion, die nötigenfalls auch den Laufzeitstack imitiert (indem z. B. eine Stack-Datenstruktur „von Hand“ gefüllt wird), steht der gesamte Speicherbereich des Systems zur Verfügung, der üblicherweise mehrere Größenordnungen großzügiger ausfällt. Den Vorgang, bei dem eine rekursive Funktion in eine iterative überführt wird, nennt man Entrekursivierung. Nachteilig ist der oft komplexere Code und die dadurch eben nötige manuelle Speicherverwaltung, sofern nicht eine Laufzeitumgebung mit automatischer Speicherverwaltung eingesetzt wird.